# Staßfurt
Staßfurt is een stadje in de Duitse deelstaat Saksen-Anhalt, gelegen in de Landkreis Salzlandkreis. De plaats telt 24.618 inwoners.

## Indeling gemeente
De gemeente bestaat uit de volgende Ortsteile:
| - Atzendorf, sinds 2003 - Athensleben, sinds 1-1-2009 - Brumby , sinds 1-1-2009 - Förderstedt, sinds 1-1-2009 - Glöthe, sinds 1-1-2009 - Hohenerxleben, sinds 1-3-2003 - Leopoldshall, sedert 1946; voordien evenals Staßfurt een stadje - Löbnitz, sinds 1-1-209 | - Löderburg, sinds 1-1-2003 - Lust, sinds 2003 - Neundorf (Anhalt) - Neu-Staßfurt, sinds 1-1-2009 - Rathmannsdorf, sinds 2004 - Rothenförde, sinds 2003 - Staßfurt - Üllnitz, sinds 1-1-2009 |

## Geografie
Staßfurt ligt ten zuiden van Maagdenburg, aan de rivier de Bode.
De stad lijdt onder de gevolgen van bodemdaling na de grootschalige mijnbouw, zie hierna.
Staßfurt ligt aan de Autobahn A 14. Op 8 km ten zuiden van de stad langs  loopt de Bundesautobahn 36.
Staßfurt heeft sinds 1884 een station aan een 28 km lang spoorlijntje,  dat Güsten (Saale-Wipper) en Schönebeck (Elbe) met elkaar verbindt. Staßfurt ligt op slechts 6 km afstand van Güsten. Het door de bodemdalingen verzakte stationsgebouw van Staßfurt moest in 1977 worden gesloopt .

## Geschiedenis en economie

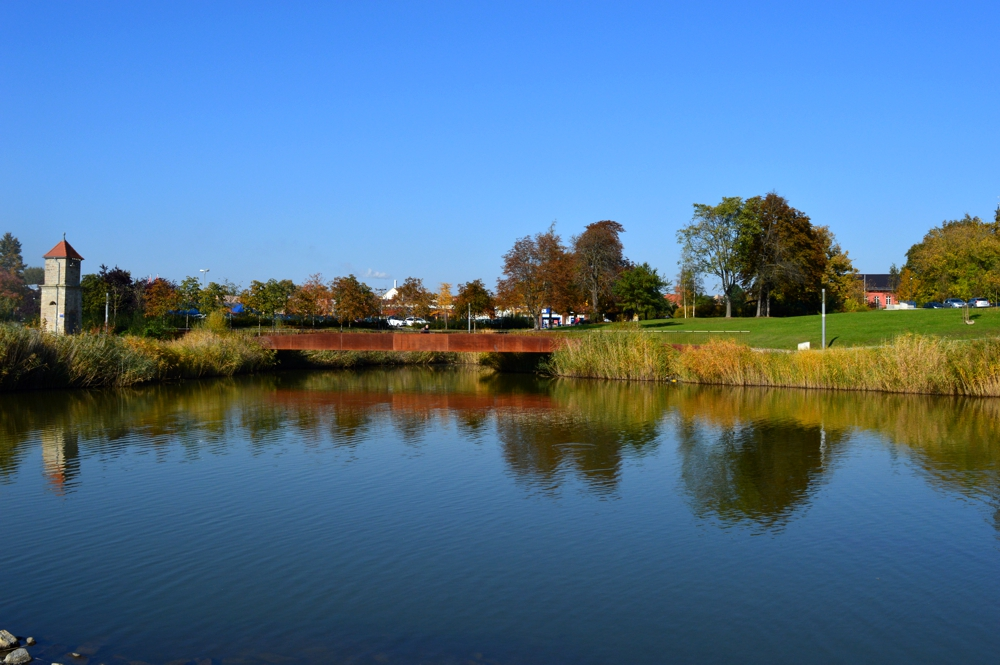
De Stadtsee te Staßfurt
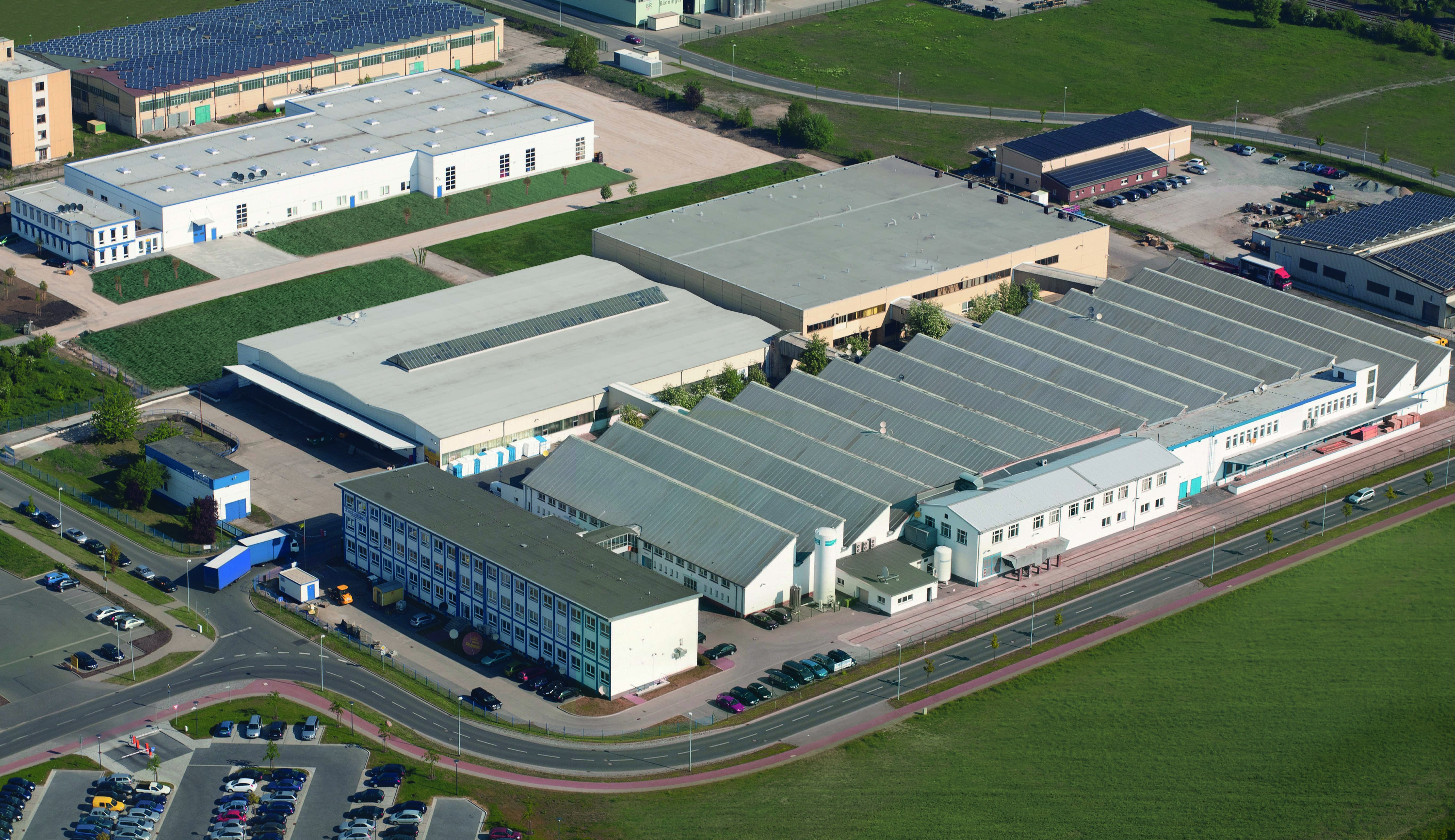
TS Staßfurt, fabriek van  TV- toestellen en satellietontvangers

Staßfurt,  gelegen aan een voorde in de Bode,  verkreeg in 1180 stadsrechten.
De gemeente is bekend vanwege de tot dan toe in Europa nooit eerder toegepaste, grootschalige winning van kalizout, die hier, in twee ondergrondse mijnen, reeds in 1852 begon. Deze mijnbouw was rendabel, maar bleek al na enkele decennia rampzalige gevolgen te ontwikkelen.  Er stroomde regelmatig water door de mijngangen. Dat verontreinigde afvalwater veroorzaakte ernstige  milieuvervuiling. Nog gevaarlijker  was het feit, dat er bodemdaling boven de mijngangen optrad. De stad Staßfurt lag ten dele in dit verzakkende gebied. Tussen 1884 en 1900 werden alle mijnbouwactiviteiten beëindigd. In het hier en daar 7 meter verzakte gebied begon Staßfurt letterlijk ineen te storten, en in 1905 was men genoodzaakt,  de gehele binnenstad te slopen. Ter plaatse bevindt zich tegenwoordig een meer, de Stadtsee. Ook nadien moesten nog gebouwen vanwege de verzakkingen  en het instortingsgevaar worden afgebroken.  Pas in 1994 wist men, door de bouw van een ingewikkelde betonnen constructie,  de verzakkingen te beteugelen. 
Bij stadsdeel Atzendorf werd tijdens de nazi-periode, op 13 september 1944, een Außenlager van concentratiekamp Buchenwald ingericht. Meer dan 450 mannen uit Frankrijk moesten daar, onder mensonterende omstandigheden,  dwangarbeid verrichten.  Circa 380 van deze gevangenen overleefden dit niet.  
Op 12 april 1945 werd Staßfurt door Amerikaanse troepen veroverd. Overeenkomstig de afspraken tijdens de Conferentie van Jalta werd het gebied in juli overgedragen aan het Sovjet-Russische Rode Leger. Van 1949 tot 1990 lag Staßfurt in de  DDR.
In de DDR-periode werden te Staßfurt twee grote fabrieken geopend. Een door de aanwezigheid van zout en kali in de bodem juist hier gevestigde chemische fabriek bleek na de Duitse hereniging van 1990 naar Westerse maatstaven niet rendabel,  en werd gesloten. Na Die Wende bleef een middelgrote sodafabriek nog wel, tot op de huidige dag, bestaan. De fabriek van TV-toestellen was in 1990 na een modernisering  nog wel rendabel. Tegenwoordig produceert de firma TechniSat  uit Daun in deze fabriek  bij Staßfurt ook moderne satellietontvangers.
Na 2010 is men begonnen met een grote stadssanering,  inclusief de bouw van een nieuw stadshart.
Alsleben (Saale) ·
Aschersleben ·
Barby ·
Bernburg (Saale) ·
Bördeaue ·
Börde-Hakel ·
Bördeland ·
Borne ·
Calbe (Saale) ·
Egeln ·
Giersleben ·
Güsten ·
Hecklingen ·
Ilberstedt ·
Könnern ·
Nienburg (Saale) ·
Plötzkau ·
Schönebeck ·
Seeland ·
Staßfurt ·
Wolmirsleben
- Gemeinsame Normdatei: 4291462-0
- Library of Congress Control Number: n93027452
- MusicBrainz: 2d37f613-81f5-452c-a3fa-09aa63216b0a
- Nationale Bibliotheek van Tsjechië: ge1080563
- Nationale Bibliotheek van Israël: 987007530928205171
- Virtual International Authority File: 124482796
- WorldCat: E39PBJk8V7pGxhgVmmfGCKpdcP